# Liga Mexicana de Béisbol 1945
La Temporada 1945 de la Liga Mexicana de Béisbol fue la edición número 21. Se mantienen los mismos 6 equipos de la temporada anterior. El equipo de Puebla toma el nombre de Pericos de Puebla. El calendario constaba de 90 juegos en un rol corrido, el equipo con el mejor porcentaje de ganados y perdidos se coronaba campeón de la liga.
Los Alijadores de Tampico obtuvieron el primer campeonato de su historia al terminar en primer lugar con marca de 52 ganados y 38 perdidos, con 4 juegos de ventaja sobre La Junta de Nuevo Laredo y los Industriales de Monterrey. El mánager campeón fue Armando Marsans.

## Equipos participantes
| Liga Mexicana de Béisbol 1945 |           |                          |            |           |
| Equipo                        | Fundación | Ciudad                   | Estadio    | Capacidad |
| Alijadores de Tampico         | 1937      | Tampico, Tamaulipas      | Alijadores | 7,000     |
| Azules de Veracruz            | 1940      | México, D. F.            | Delta      | 20,000    |
| Diablos Rojos del México      | 1940      | México, D. F.            | Delta      | 20,000    |
| Industriales de Monterrey     | 1939      | Monterrey, Nuevo León    | Cuauhtémoc | 8,000     |
| La Junta de Nuevo Laredo      | 1940      | Nuevo Laredo, Tamaulipas | La Junta   | 7,800     |
| Pericos de Puebla             | 1938      | Puebla, Puebla           | Puebla     | 5,000     |

## Posiciones
| Liga Mexicana de Béisbol | Liga Mexicana de Béisbol | Liga Mexicana de Béisbol | Liga Mexicana de Béisbol | Liga Mexicana de Béisbol |
| Equipo                   | JG                       | JP                       | PCT                      | JV                       |
| ------------------------ | ------------------------ | ------------------------ | ------------------------ | ------------------------ |
| Tampico                  | 52                       | 38                       | .578                     | -                        |
| Nuevo Laredo             | 48                       | 42                       | .533                     | 4.0                      |
| Monterrey                | 48                       | 42                       | .533                     | 4.0                      |
| México                   | 44                       | 46                       | .489                     | 8.0                      |
| Veracruz                 | 42                       | 48                       | .467                     | 10.0                     |
| Puebla                   | 36                       | 54                       | .400                     | 16.0                     |

| Campeón de la Liga |

## Juego de Estrellas
El Juego de Estrellas de la LMB se realizó el 4 de julio en el Parque La Junta en Nuevo Laredo, Tamaulipas. La selección de jugadores de los equipos del Sur se impuso a la selección de jugadores de los equipos del Norte 6 carreras a 5.

## Designaciones
Se designó como novato del año a Juan Conde  de los Pericos de Puebla.

## Acontecimientos relevantes
- 6 de mayo: Los Industriales de Monterrey derrotaron a los Pericos de Puebla 21 a 0 imponiendo récord hasta entonces.
- 17 de junio: Los Diablos Rojos del México derrotaron a los Industriales de Monterrey 29 a 16 imponiendo récord de más carreras anotadas en un juego, sería roto por los Vaqueros Laguna en la temporada 2008 al anotar 30.[4] Ambos imponen récord de más carreras anotadas por dos equipos en un juego con 45.
- 29 de septiembre: Tomás Quiñonez de los Pericos de Puebla lanza un juego sin hit ni carrera frustrado en extrainnings al recibir un cuadrangular de Ángel Castro en la décima entrada en un juego que terminó 0 a 1.[5]